# فاندربيلت بيتش (فلوريدا)
فاندربيلت بيتش (بالإنجليزية: Vanderbilt Beach, Florida)‏ هي منطقة سكنية تقع في الولايات المتحدة في مقاطعة كولير (فلوريدا). يقدر عدد سكانها  وترتفع عن سطح البحر 0.91 متر.